# Le Vilain Petit Canard et moi
Pour plus de détails, voir Fiche technique et Distribution.
Le Vilain Petit Canard et moi (The Ugly Duckling and Me) est un long métrage d'animation danois de Michael Hegner et Karsten Kiilerich sorti en 2006.

## Synopsis
S'inspirant de manière peu conventionnelle du conte d'Andersen, Le Vilain Petit Canard, le scénario situe l'histoire dans une ferme, où Ratso, un rat des villes déluré, fait la connaissance de Mosch, le vilain petit canard, dont le parcours initiatique ne se fera pas sans problème.

### Commentaire
À l'origine le tournage devait se faire avec de vrais animaux, à la manière de Babe, mais la technologie 3D s'étant développée plus vite que le projet, les images de synthèse ont finalement été choisies.
Selon les auteurs, ce film peut se voir comme un commentaire ironique du conte traditionnel, mais il reste cependant fondamentalement fidèle à l'esprit d'Andersen.

## Fiche technique
- Titre original : The Ugly Duckling and Me
- Titre français : Le Vilain Petit Canard et moi
- Réalisation : Michael Hegner, Karsten Kiilerich
- Scénario : Michael Hegner, Mark Hodkinson, Karsten Kiilerich, d'après le conte de Hans Christian Andersen.
- Musique : Jacob Groth
- Production : Irene Sparre Hjorthøj, Moe Honan, Philippe Delarue
- Pays de production :  France,  Danemark,  Allemagne,  Irlande
- Langues originales : danois, anglais
- Format : couleur — 35 mm
- Durée : 88 minutes
- Dates de sortie :
  - Danemark : 6 octobre 2006
  - France : 14 février 2007

## Distribution

### Voix danoises
- Søren Fauli : Ratso
- Morten Lorentzen : Max
- Peter Zhelder : Fritz
- Troells Toya : Verner
- Hella Joof : Doris
- Klaus Bondam : Esmeralda
- Kaya Brüel : Dina
- Laura Christensen : Freja
- Nikolaj Lie Kaas : Mosch (le vilain petit canard)
- Peter Frödin : Volmer

### Voix françaises
- Bruno Solo : Ratso
- M. Pokora : Mosh
- Leslie : Lucy
- Sylvain Lemarié : voix additionnelles
- Victor Naudet : Mosh
- Brigitte Virtudes : Phyllis
- Richard Darbois : Ernie et Régis
- Adrien Solis : Vincent
- Bruno Dubernat : Franck
- Jérémy Prévost : Stan
- Julie Carli : Esmeralda
- Françoise Rigal : Olga et Medi
- Dolly Vanden : Daphnée et Emilie
- Suzanne Sindberg : Maxi et Louis
- Sylvie Genty : Le renard femelle
- Jean-Bernard Guillard : Le prêtre
- Michel Vigné : Le Goéland
- Marc Alfos : Le Grincheux Goéland
- Emmanuel Garijo : le chef des mouettes
- Éric Métayer : Les rats au début
- Valérie Nosrée
- Jérôme Pauwels
- Boris Rehlinger
- Philippe Catoire
- Xavier Fagnon
- Pascal Casanova
- Isebellee Bules
- Hélène Otternaud
- Tristan Petitgirard
- Patricia Legrand
- Volodia Serre